# 2020-as szerbiai parlamenti választás

Szerbia címere

A 2020-as parlamenti választást 2020. április 26-án tervezték megtartani Szerbiában. Az időpontot Alekszandar Vucsics szerb köztársasági elnök jelentette be; március 16-án azonban a koronavírus-világjárványra való tekintettel elhalasztották a választást. Az új dátum 2020. június 21. lett.
Ugyanezen a napon vajdasági tartományi parlamenti és helyi önkormányzati választásokat is tartottak az országban.

## Előzmények
A választás időpontját 2020 március 4-én jelentette be Aleksandar Vuciċ köztársasági elnök. Az államfő bejelentette, hogy a pártoknak több mint ötven nap áll rendelkezésre arra, hogy kampányoljanak.

## Választási rendszer
A parlament 250 tagú. A listaállításhoz 10 000 támogatói aláírás gyűjtésére volt szükség. A választás egyfordulós, arányos, az egész ország egy körzetnek számított. A bejutási küszöb 3%. A mandátumokat D’Hondt-módszerrel osztották el. A kisebbségek listáira az ún. természetes bejutási küszöb vonatkozott, azaz az egy nem kisebbségi mandátumhoz szükséges szavazatszám. A választás előtt kétnapos kampánycsend volt.

## Induló pártlisták
Az alábbi politikai csoportosulások indultak a választáson:
| Sorszám | Párt/szövetség/koalíció neve | Listavezető                  | Megjegyzés                           |
| ------- | --- | ---------------------------- | ------------------------------------ |
| 1       | Alekszandar Vucsity – A Gyermekeinkért Szerb Haladó Párt, Szerbiai Szociáldemokrata Párt, Szocialisták Mozgalma, Szerbiai Egyesült Nyugdíjasok Pártja, Szerbia Ereje Mozgalom, Szerb Néppárt, Szerb Megújhodási Mozgalom, Emberek Nyugdíjas Mozgalom                                              | Branislav Nedimović          |                                      |
| 2       | Ivica Dačić – Szerbiai Szocialista Párt, Egyesült Szerbia Szerbiai Szocialista Párt, Egyesült Szerbia, Kommunista Párt, Szerbiai Zöld Párt | Ivica Dačić                  |                                      |
| 3       | Dr. Vojislav Šešelj – Szerb Radikális Párt Szerb Radikális Párt | Vojislav Šešelj              |                                      |
| 4       | Vajdasági Magyar Szövetség – Pásztor István Vajdasági Magyar Szövetség | Pásztor Bálint               | magyar nemzetiségi lista             |
| 5       | Alekszandar Sapity – Győzelem Szerbiáért Szerbiai Hazafias Szövetség | Aleksandar Šapić             |                                      |
| 6       | A Szerb Királyságért – Zsika Gojkovity Mozgalom a Szerb Királyság Megújításáért, Monarchista Front, Szerb Monarchista Mozgalom | Žika Gojković                |                                      |
| 7       | Egyesült Demokratikus Szerbia Szerbia 21, Modern Szerbia Pártja, Vajdasági Front (Vajdasági Szociáldemokrata Liga, Vajdasági Párt, Montenegrói Párt, Vajdasági Horvátok Demokratikus Szövetsége), Polgári Demokratikus Fórum                                                                      | Marko Đurišić                |                                      |
| 8       | Muamer Zukorlić akadémia - Egyenesen Előre - Igazság és Egyeztetés Pártja - Macedónok Demokratikus Pártja Igazság és Egyeztetés Pártja, Macedónok Demokratikus Pártja | Muamer Zukorlić              | bosnyák és macedón nemzetiségi lista |
| 9       | Seprű 2020 Szerbiai Demokrata Párt, Kraljevoi Bennszülöttek Pártja, Az Élet Ideje, Emberi Pajzs | Miloš Jovanović              |                                      |
| 10      | Milan Stamatović - Nyerhet az Egészség - Dragan Jovanović - Jobb Szerbia - Egészséges Szerbia Egészséges Szerbia, Jobb Szerbia, Együtt Šumadijáért | Milan Stamatović             |                                      |
| 11      | Szandzsák Demokratikus Akció Pártja - dr. Sulejman Ugljanin Szandzsák Demokratikus Akció Pártja | Sulejman Ugljanin            | szandzsák nemzetiségi lista          |
| 12      | Milica Đurđević Stamenkovski – Szerbiai Eskütartók Pártja Szerbiai Eskütartók Pártja | Milica Đurđević Stamenkovski |                                      |
| 13      | Emberi Blokk - Velimir Ilić - General Momir Stojanović Új Szerbia, Emberek Szabadsága Mozgalom | Velimir Ilić                 |                                      |
| 14      | Szergej Trifunović - Szabad Polgárok Mozgalma Szabad Polgárok Mozgalma | Szergej Trifunović           |                                      |
| 15      | A Szuverinisták Elég Volt Mozgalom | Saša Radulović               |                                      |
| 16      | Albán Demokratikus Alternatíva - Egyesült Völgy Demokratikus Akció Pártja, Alternatíva a Változásokért, Demokratikus Haladás Pártja | Šaip Kamberi                 | albán nemzetiségi lista              |
| 17      | Polgárok csapata: 1 az 5-ből 1 az 5-ből | Valentina Reković            |                                      |
| 18      | Leeshetnek a maszkok - Zöld Párt - Új Párt Zöld Párt, Új Párt | Zoran Živković               |                                      |
| 19      | Orosz Párt – Slobodan Nikolić Orosz Párt | Slobodan Nikolić             |                                      |
| 20      | Čemodir Jovanović – Koalíció a békéért Liberális Demokratikus Párt, Szerbiai Tolerancia, Bosnyák Civil Párt, Oláh Emberek Pártja, Vajdasági Liberális Demokratikus Mozgalom, Jugoszláv Egyesületek Szerbiában, Roma Egyesületek Internetes Akciója, "Homoljei román" Polgárok Egyesületei, Skaska | Čemodir Jovanović            |                                      |
| 21      | Leviatán Mozgalom - Szerbiáért élek Leviatán Mozgalom, Szerbiáért Élek | Jovana Stojković             |                                      |

## Közvélemény-kutatások
Az egyes pártok közvélemény-kutatási eredményei százalékban:
| Publikálás időpontja | Cég         | Pártok | Pártok | Pártok | Pártok | Pártok | Pártok | Pártok | Pártok | Pártok |
| Publikálás időpontja | Cég         | SNS    | SPS    | SRS    | DJB    | SPAS   | DSS    | PSG    | POKS   | VMSZ   |
| -------------------- | ----------- | ------ | ------ | ------ | ------ | ------ | ------ | ------ | ------ | ------ |
| 2020. március 9.     | Faktor Plus | 59,8   | 15,1   | 3,5    | N/A    | 4,8    | 3      | 2,2    | 2,1    | N/A    |
| 2020. április 24.    | NSPM        | 57,6   | 12     | 2,7    | 1,1    | 2,5    | N/A    | 2,5    | N/A    | N/A    |
| 2020. június 4.      | NSPM        | 41,6   | 10,7   | 2,6    | 2,1    | 4,3    | 2,1    | 3,8    | 1      | N/A    |
| 2020. június 7.      | Faktor Plus | 61     | 13,5   | 3,3    | 2,6    | 4,9    | 3,1    | 3,6    | 2,1    | N/A    |
| 2020. június 12.     | Faktor Plus | 58,2   | 12,5   | 3,4    | 2,8    | 4,9    | 3      | 3,4    | 2,4    | N/A    |
| 2020. június 18.     | NSPM        | 58     | 12,5   | 2,6    | 2,9    | 4,4    | 3,5    | 3,5    | 1,8    | N/A    |
| 2020. június 18.     | Faktor Plus | 60,6   | 13     | 3,6    | 2,9    | 5,1    | 3,1    | 3,5    | 2,5    | N/A    |
| 2020. június 19.     | Ipsos       | 58,6   | 9,8    | 2,5    | 2,5    | 4,4    | 1,8    | 3,1    | 2,4    | N/A    |

## Eredmények
| Párt/lista                                   | Szavazatok száma | Szavazatok aránya | Mandátumok száma | Növekedés/csökkenés |
| -------------------------------------------- | ---------------- | ----------------- | ---------------- | ------------------- |
| A Gyermekeinkért                             | 1 953 998        | 60,65%            | 188              | 57                  |
| Szerbiai Szocialista Párt - Egyesült Szerbia | 334 333          | 10,39%            | 32               | 3                   |
| Szerbiai Hazafias Szövetség                  | 123 393          | 3,83%             | 11               | 11 (új)             |
| Mozgalom a Szerb Királyság Megújításáért     | 85 888           | 2,67%             | 0                | -                   |
| Elég Volt Mozgalom                           | 73 953           | 2,30%             | 0                | 16                  |
| Seprű 2020                                   | 72 085           | 2,24%             | 0                | -                   |
| Vajdasági Magyar Szövetség                   | 71 893           | 2,23%             | 9                | 3                   |
| Szerb Radikális Párt                         | 65 954           | 2,05%             | 0                | 22                  |
| Szabad Polgárok Mozgalma                     | 50 765           | 1,58%             | 0                | -                   |
| Szerbiai Eskütartók Pártja                   | 45 950           | 1,48%             | 0                | -                   |
| Nyerhet az Egészség                          | 33 435           | 1,04%             | 0                | -                   |
| Egyenesen előre                              | 32 170           | 1%                | 4                | 2                   |
| Egyesült Demokratikus Szerbia                | 30 591           | 0,95%             | 0                | 11                  |
| Albán Demokratikus Alternatíva               | 26 437           | 0,82%             | 3                | 2                   |
| Szandzsák Demokratikus Akció Pártja          | 24 676           | 0,77%             | 3                | 1                   |
| Leviatán Mozgalom                            | 22 691           | 0,70%             | 0                | -                   |
| 1 az 5-ből                                   | 20 265           | 0,63%             | 0                | -                   |
| Koalíció a Békéért                           | 10 158           | 0,32%             | 0                | 4                   |
| Emberi Blokk                                 | 7873             | 0,24%             | 0                | 5                   |
| Leeshetnek a maszkok                         | 7805             | 0,24%             | 0                | 2                   |
| Orosz Párt                                   | 6295             | 0,20%             | 0                | -                   |
| érvénytelen szavazatok                       | 118 155          | 3,67%             | 0                | -                   |
| Összes szavazat száma/aránya                 | 3 218 763        | 100%              | 250              | -                   |
| Részvétel                                    | 6 584 376        | 48,88%            | -                | -                   |

## Politikai következmények
A választást a Szerb Haladó Párt fölényesen nyerte, amely több kisebb párttal közösen indult A Gyermekeinkért néven. A párt a szavazatok több mint 60 százalékát szerezte meg, ez valószínűleg az egyes ellenzéki pártok bojkottja miatt történt. Második helyen végzett az előző kormány kisebbik koalíciós partnere, az Ivica Dacić vezette Szerbiai Szocialista Párt és az Egyesült Szerbia koalíciója, amelyen rajtuk kívül még a Zöld Párt és a Kommunista Párt is helyet kapott. Harmadik helyen az Aleksandar Sapić olimpiai bajnok vezette Szerbiai Hazafias Szövetség végzett. A Vajdasági Magyar Szövetség történelmi eredményt ért el, mandátumainak számát több mint megkétszerezte. Ana Brnabić maradt a miniszterelnök.
Donald Tusk EPP-elnök, Sebastian Kurz osztrák kancellár és Orbán Viktor magyar miniszterelnök gratulált Vucsicséknak a győzelemért.
Egyes politológusok szerint Szerbia a normális demokráciából átesett egy amolyan imperiális, antidemokratikus diktatúrába.